# Črepinšek
Črepinšek je priimek v Sloveniji, ki so ga po podatkih Statističnega urada Republike Slovenije na dan 1. januarja 2010 uporabljale 103 osebe in je med vsemi priimki po pogostosti uporabe uvrščen na 4.268. mesto.

## Znani nosilci priimka
- Jure Črepinšek, mikrobiolog
- Ljubomir Črepinšek (1936-2023), fizik, univ. profesor in šahist
- Lucija Črepinšek Fekonja, UM
- Lucija Črepinšek Lipuš, fizičarka?, doc. FS UM
- Maja Črepinšek
- Matej Črepinšek, UM
- Zalika Črepinšek, klimatologinja